# Ridkonst

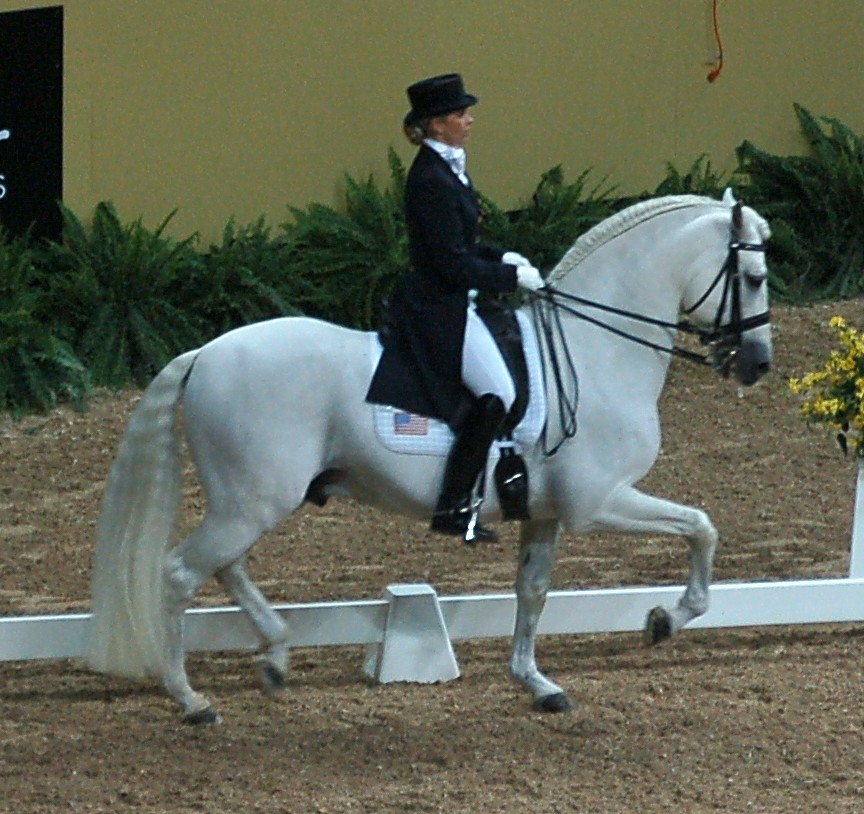
Konsten att rida hästar har utvecklats under flera tusen år för att bli den ridstilen vi har idag

Ridkonsten, eller konsten att rida, har en mångtusenårig historia. Det troliga är att den började samtidigt som människan insåg att hon kunde tämja och nyttja hästen i sitt arbete. Ridkonsten yttrar sig idag i flera ridsportgrenar som till exempel dressyr, banhoppning, terrängritt och hunt seat. Idag har även barockridning, även kallad akademisk ridkonst, blivit populär. Den bygger på den ridkonst som beskrivs av 1600- och 1700-talets stora namn, som Antoine de Pluvinel och François Robichon de la Guérinière. 

## Historia
Se även hästens historia.
Människan tämjde hästen för 6000–8000 år sedan, och troligtvis kom man ganska tidigt på att man kunde rida hästen. Det första beviset på att människan red hästen och tillverkade utrustning specifikt för det ändamålet dateras från cirka 700 f.Kr. hos skyterna som levde i gamla Persien. De tillverkade enkla sadlar och träns. Sadlarna var oftast inte mer än filtar som knöts på hästens rygg med rep. Dock bör man inte haft speciellt stor kunskap i hur hästarna rör sig.
Den första, nu kända, hästfilosofen och tränaren som formulerade sina teorier om hästskötsel och ridning var fältherren och skriftställaren Xenofon som levde i antikens Grekland, och som anses vara en av grundarna till den klassiska ridkonsten. Hans bok Om hästar och ridning betecknas som världens äldsta bevarade handbok i konsten att rida. 
Senare utformade medeltidens riddare nya principer för ridkonsten och under renässansen fick den verklig status som en av de konstformer och vetenskaper som 1500-talets adelsmän förväntades behärska. I Italien utvecklades ridkonsten av stallmästarna i Neapel, Grisoni och Fiasci. Deras metoder var dock ofta hårda och grymma. Bland annat beskrev Grisoni ett inhumant sätt att få en trög häst att röra sig mer framåt genom att binda brinnande halm i svansen.  
Ridkonsten förfinades och blev mjukare i Frankrike av Ludvig XV:s hovstallmästare François Robichon de la Guérinière (1688–1751) som brukar kallas "den klassiska ridkonstens fader". De la Guérinière verkade bland annat som beridare hos kungen mellan 1730 och 1751 där han förfinade och utvecklade ridkonstens principer. Bland annat definierade han en klassisk sits som i allt väsentligt står sig än i dag såväl för skolritt som för vanlig uteridning. Hans uppställda mål att göra hästen lätt, lugn och lydig så att den är ett nöje att rida i alla gångarter är lika aktuella i dag. I sin bok École de Cavalerie som gavs ut 1733 illustrerades bland annat den djupa och balanserade sitsen. De la Guérinière utvecklade ridkonsten till en hel vetenskap och menade att "utan teori är all praktik meningslös". Han utarbetade övningsprogram för att öka hästens smidighet och balans och utvecklade galoppombytet som idag är en vanlig rörelse inom dressyren, där hästen byter mellan höger och vänster galopp. Hans teorier om hur man gjorde en häst lugn, lydig och lättlärd gäller än idag.
Det finns flera olika typer av ridstilar, konster, beroende på var de har blivit utvecklade, i vilket syfte de utvecklades, och vilka hästar som användes. De mest kända ridskolorna som fått inspiration från de la Guérinières principer är den Spanska ridskolan i Wien i Österrike och Cadre Noir i Saumur i Frankrike. Mindre känd och omskriven är ridkonsten på Iberiska halvön som kombinerat den klassiska ridkonsten med praktisk nytta, till exempel för att driva boskap. I motsats till Spanska ridskolan har Cadre Noir alltid varit en kavalleriridskola som utvecklats och förnyats genom åren. Spanska ridskolan använder sig dock av liknande pelarer (pelar kallas vardera av två i marken, i ridhus eller i det fria, nedslagna trästolpar mellan vilka en häst kan spännas in)  som användes i Frankrike under 1600-talet. Pelarerna var ett påhitt av soldaten och vetenskapsmannen Antione de Pluvinel som skrev en bok med gymnastiserande övningar och rörelser som var tydligt illustrerade av tecknaren Crispin de Pas. I sin bok använde han pelarer som ett riktmärke och hjälpmedel i att samla sin häst. I boken fanns även en beskrivning av "levad" som bland annat hästarna vid Spanska ridskolan tränas till. 
Även i Storbritannien utvecklades ridkonsten. Dock kunde inflytandet begränsas till enbart en person, William Cavendish (1592–1676) som var hertig av Newcastle och kavallerichef. Under sin exil i Antwerpen 1658 skrev han och publicerade en bok inom ridkonsten som sedan utökades ytterligare år 1667, när han återkom till England. De båda böckerna lovordades av den franske mästerryttaren de la Guérinière.
Den nuvarande ridsportens dressyrridning är en klassisk ridning som har sin grund i militärens krav på praktisk ridning från 1800-talet fram till militärens "avhästning" under mitten av 1900-talet. På senare tid har man startat en klassisk ridning kallad barockridning som har sitt namn från just den tid då ridkonsten stod på topp i Europa. Då hade hästens betydelse i strid minskat och man såg på ridningen som en konst där målet var att få sin häst att röra sig så vackert som möjligt.
Andra ridstilar än den klassiska som använts i Europa är till exempel westernridningen i USA som har utvecklats från det gamla boskapsarbetet till häst och arabernas och de asiatiska ryttarfolkens speciella ridkonst.

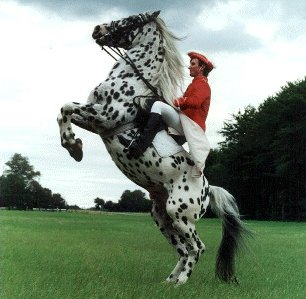
Pesad.

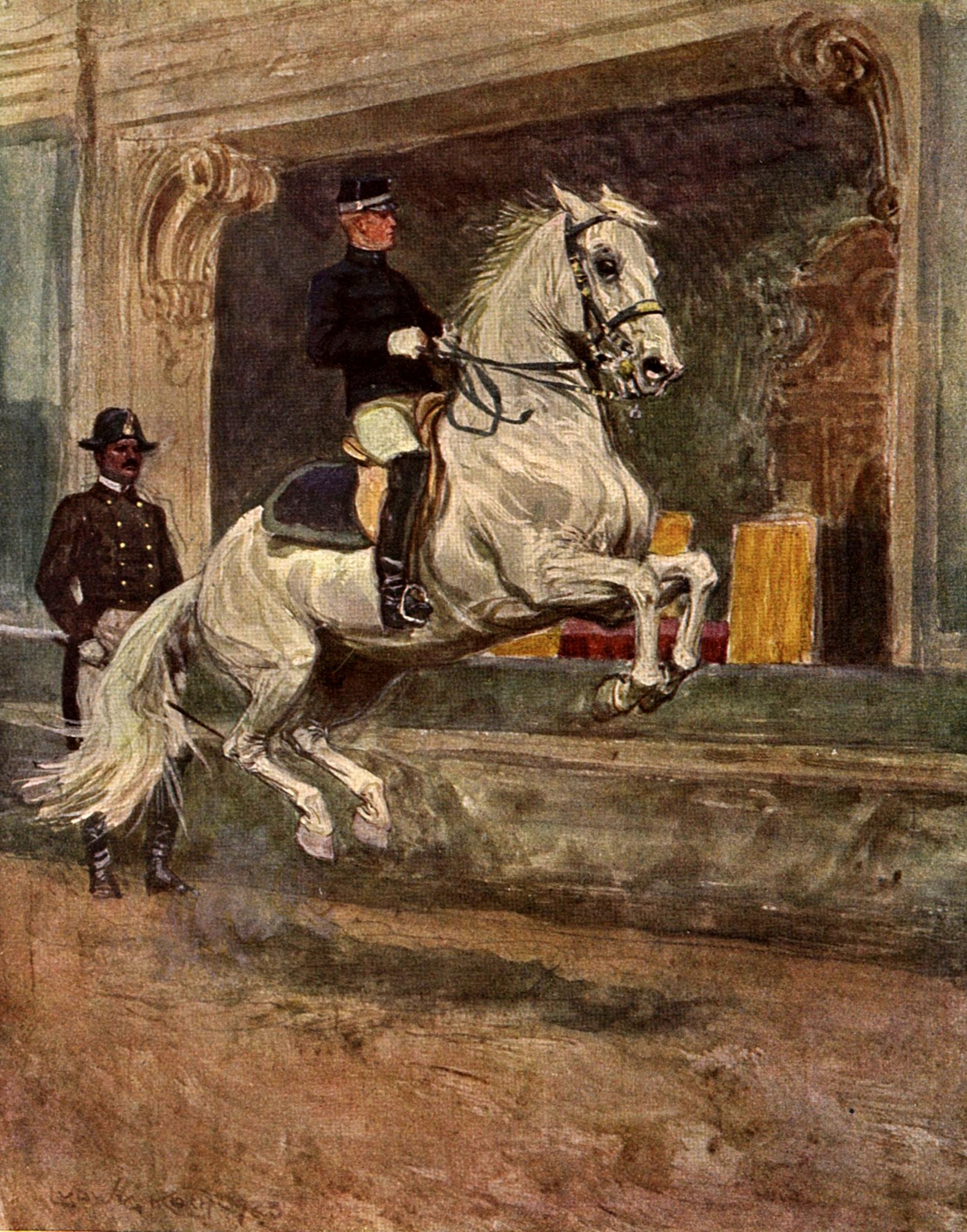
Croupade.

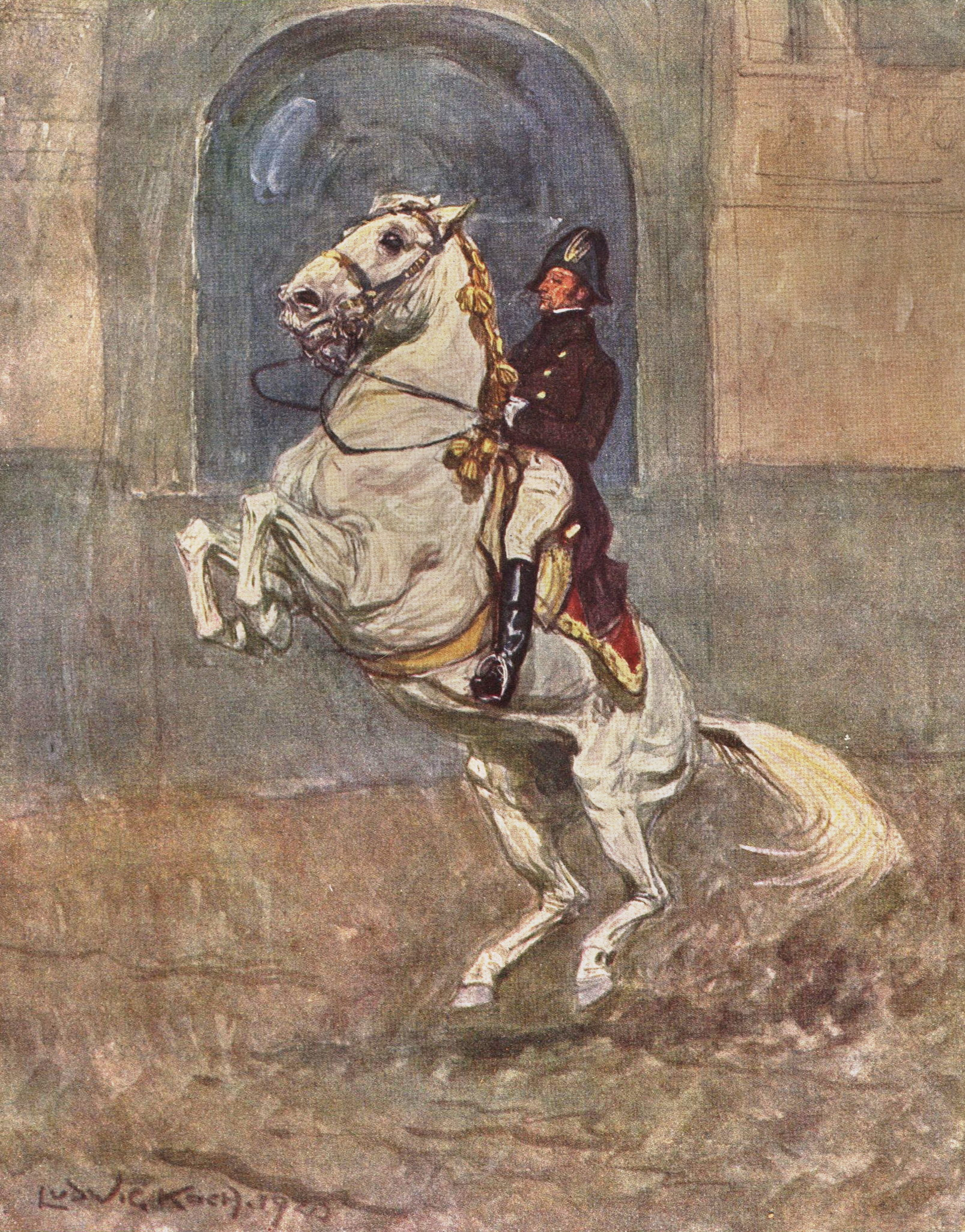
Courbette.

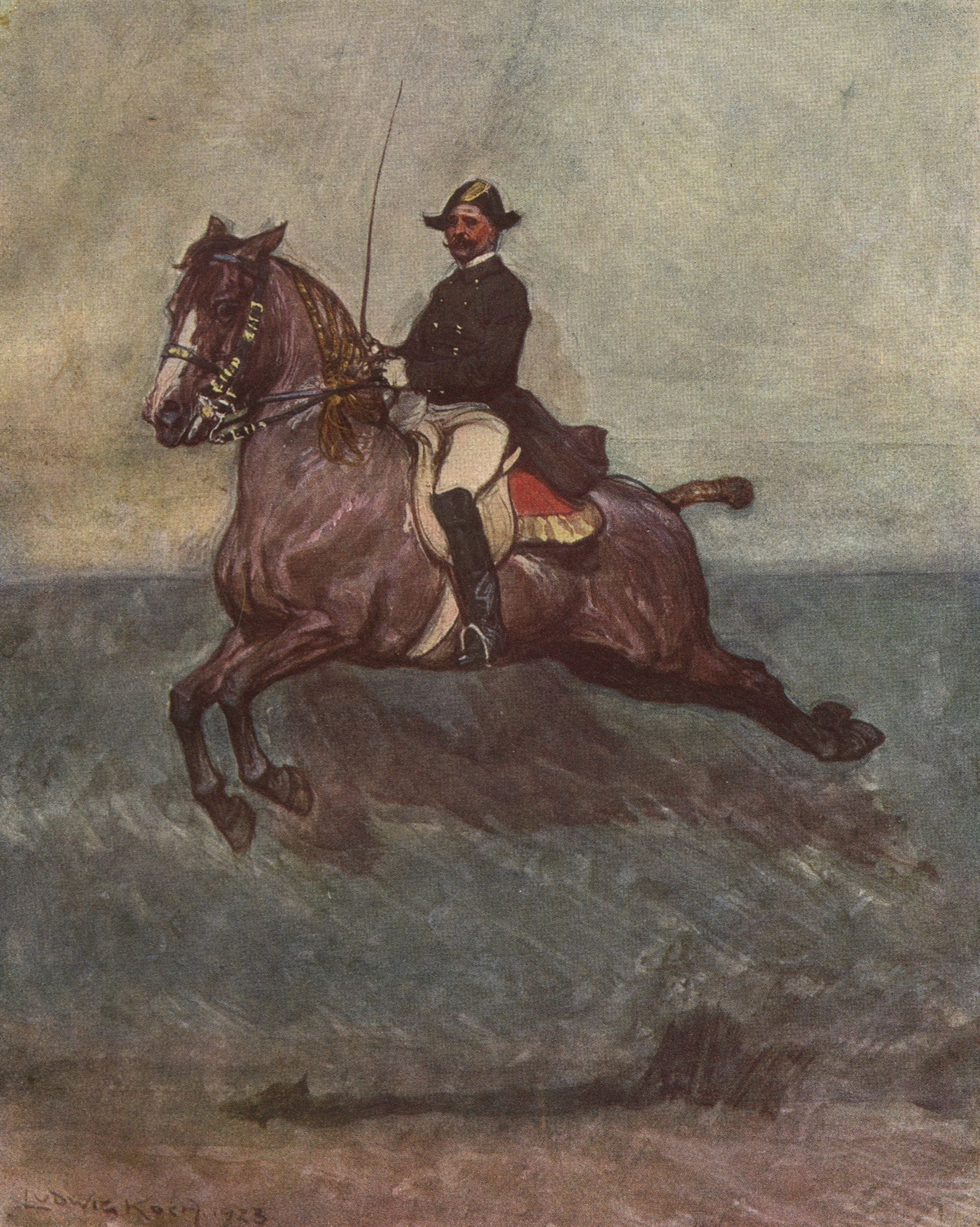
Kapriol.

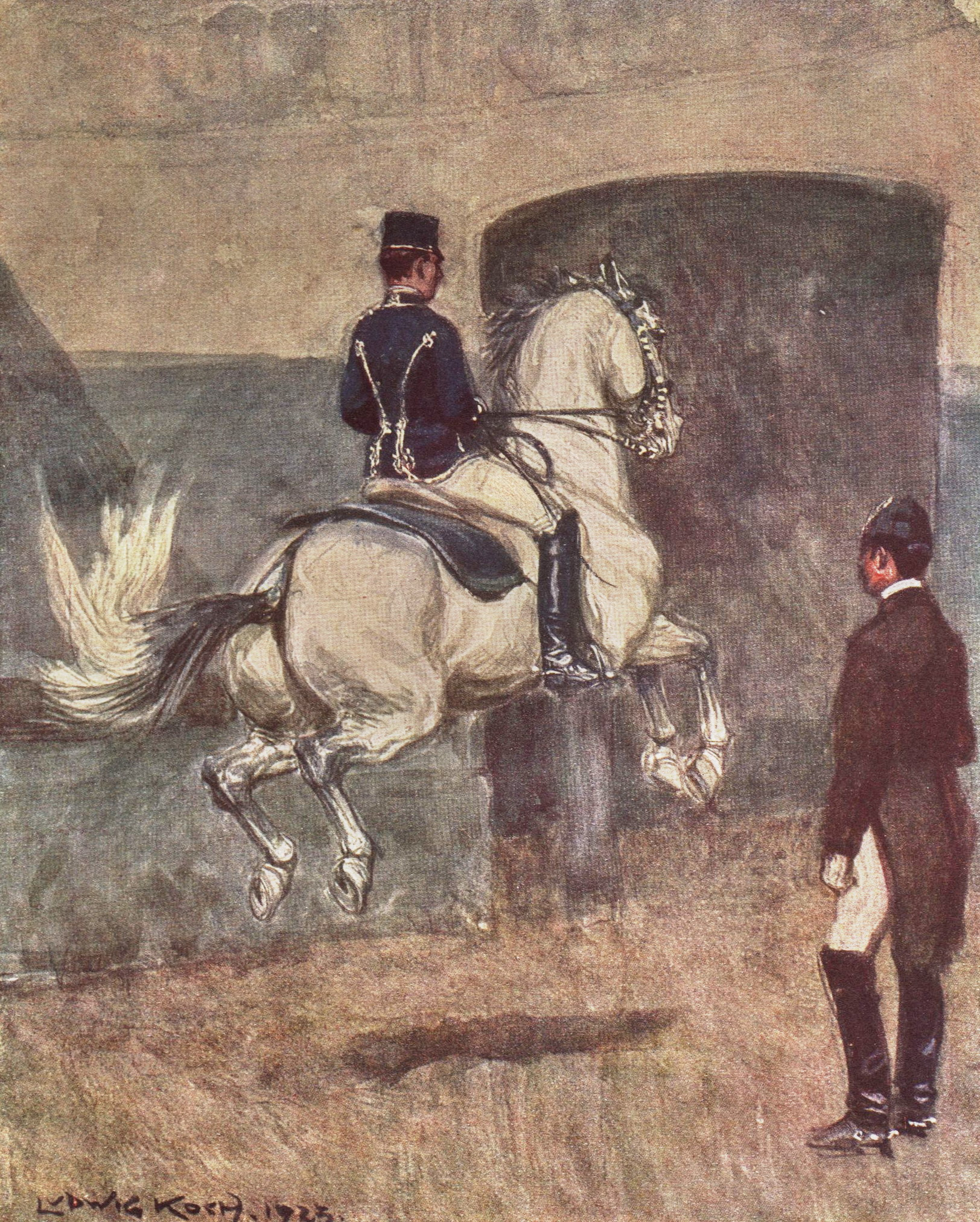
Ballotad.

## Skolridning
Skolridning är grundvalen för ridkonsten som genom inövande och användande av särskilda rörelser avser att ge ryttaren möjlighet att behärska sin häst. 
Skolridningens rörelseformer indelas vanligtvis i "lägre skolorna" och "högre skolorna". Till skolridningen räknas däremot icke spansk skritt, fallande på knä och andra så kallade cirkuskonster. 

### Lägre skolorna
Till ridningens så kallade lägre skolor hör sådana rörelser som normalt används inom dagens ridsport såsom sidvärtsrörelser, ryggning, skänkelvikning med flera. 

### Högre skolorna
Den del av ridning som avser att bringa hästen i högre dressyr än som erfordras för användning i vanligt ridbruk, benämnes den höga eller högre skolan. Man skiljer mellan skolorna på och över marken. 

#### Skolorna på marken
Skolorna på marken är piaff, passage, piruett, pesad och levad. Rörelserna utom pesad och levad ingår i svårare dressyrridningsprogram och i Olympiska spelen.
Piaff är en taktfast hög, mycket samlad trav under knappt skönjbar förflyttning framåt.
Passage skiljer sig från trav genom att hästen lyfter benen diagonalt sett en längre tid än i övriga typer av trav. Hästens rörelser under passage liknar dem under piaff.
En piruett är en helomvändning på bakdelen i samlad galopp
Pesad är en konstgjord stegring med en vinkel om minst 45 grader varvid hästen uppbär hela sin kroppsvikt på de hårt vinklade bakbenen. Frambenen skall vara starkt krökta så att hovarna nästan snuddar vid armbågarna.
Levad är nästan exakt som pesaden. Den enda skillnaden är att hästens stegring ska vara mindre än 45 grader.

#### Skolorna över marken
Till dessa hör de så kallade skolsprången croupade, courbette, kapriol och ballotad och övas numera tillsammans med pesad och levad endast vid Spanska hovridskolan i Wien samt i någon mån vid franska ridskolan i Saumur.
Croupade är hopp på stället varvid hästens fram- och bakben ska vara starkt och lika mycket krökta.
Courbette är en rörelse där hästen med sänkt bakdel, upplyft framdel och starkt böjda framben utför ett flertal hopp framåt på bakbenen.
Kapriol är det svåraste språnget. Språnget inleds ur piaff, hästen stegras och bakbenen stöter ifrån, varvid hästen lyfts upp i luften. Vid dess högsta punkt (då kroppen är horisontell) görs en kraftig bakåtspark.
Ballotad är hopp på stället varvid hästens fram- och bakben ska vara starkt böjda och bakbenens hovar riktade bakåt.

## Olika ridstilar
Det vanligaste sättet att rida på idag är den klassiska skolridningen, även kallad engelsk ridning. Den grundar sig på de gamla lärorna från Frankrikes och Storbritanniens hovstallmästare. Men det finns flera olika stilar att rida i, även om alla i grunden utvecklats ur den klassiska ridningen. 
Inom galoppsporten har använt en egen stil som arbetats fram genom en teknik avsedd att minska luftmotståndet. I ett lopp rider jockeyn med extremt korta stigläder och sitter på så sätt högt över hästen och framåtlutad över hästens hals. 
Westernridningen har sin grund i de gamla boskapsskötarna i USA under 1700–1800-talet. Långa dagar på hästryggen krävde en bekväm sadel och inte minst en bekväm ridstil. Westernstilen är på så sätt mer avslappnad och man sitter med fötterna något framför resten av kroppen och med relativt långa stigläder. 
Inom den klassiska ridningen finns även mindre skillnader. Inom dressyren rider ryttaren på långa stigläder för att sitta ner i sadeln även i trav eller galopp medan en hoppryttare kortar sina stigläder för att lättare kunna ställa sig i fältsits över hästen när den hoppar. Men i grund och botten härstammar all slags ridkonst från Xenofons läror under antiken.

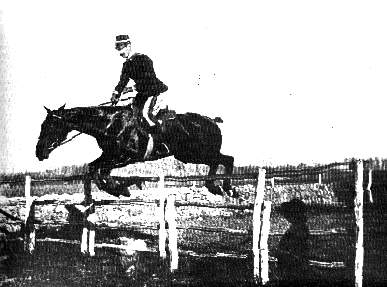
Federico Caprilli lärde ut en teknik inom hoppningen som kallades "il systema" som lärde ryttare att följa hästens rörelser.

## Caprillis hoppsits
Den italienske kaptenen Federico Caprilli (1868–1907) är inom ridkonsten grundläggare av den moderna hoppstilen som främst används inom banhoppning och fältridning. Caprilli var chefsinstruktör vid de italienska kavalleriskolorna och ridningen i Europa dominerades mycket av den ridning som man lärde ut i armén. Caprilli-tekniken innebar att man sitter i fältsits, det vill säga stå lätt framåtböjd i stigbyglarna med förkortade stigläder och följa med i hästens språng utan att störa hästen. Detta var en stor kontrast mot den klassiska ridkonsten där man red på långa stigläder med nästan raka ben, som gjorde att man satt djupare i sadeln. Tekniken byggde på en urgammal teknik som använts av stäppnomader och orientaliska ryttare sedan hästen tämjdes.